# Marko Saaresto
Marko Saaresto (n. 5 decembrie 1970, Helsingfors, Finlanda) este membrul fondator, vocalistul și compozitorul principal al trupei finlandeze de rock alternativ, Poets of the Fall. Saaresto a lucrat ca și grafic designer înainte de a forma trupa la sfârșitul anului 2002. Sam Lake, prietenul lui Saaresto și scriitorul seriei de jocuri video Max Payne, i-a oferit lui Saaresto un loc de muncă unde să compună un single pentru jocul Max Payne 2: The Fall of Max Payne . Saaresto a scris single-ul împreună cu chitaristul Olli Tukiainen și a fost asistat de producția inginerului Remedy, Markus Kaarlonen . Cântecul " Late Goodbye " a devenit un hit cultural și i-a propulsat pe cei de la Poets of the Fall în lumea muzicii. De atunci, Saaresto a mers în turneu în peste 15 țări cu Poets of the Fall. Este un cântăreț în clasă și are o gamă de vocal -bass-baritone.

## Începutul vieții
Saaresto s-a născut în Helsinki, Finlanda . Saaresto s-a implicat activ în muzică de la o vârstă fragedă și a scris câteva dintre piesele sale în perioada adolescenței. Melodia "Change", din cel de-al patrulea album al trupei # 1, Twilight Theater, a fost scrisă de Saaresto în 1990. "Maybe Tomorrow is a Better Day" de pe albumul Carnival of Rust este chiar mai veche, datând din 1988. Saaresto a susținut un curs de grafic design și a lucrat ca și grafic designer până la vârsta de 30 de ani.

## Cariera muzicală

### Cariera timpurie
Saaresto a format o trupa numită Playground în 2001 și a scris mai multe melodii cu aceștia. Piesele au fost compilate într-un album, dar ei nu au găsit nici o casă de discuri dispusă să îi distribuie și, prin urmare, au renunțat. Membrii principali ai celor de la Playground au fost Saaresto și chitaristul de jazz Olli Tukianen. Într-o seară târzie la începutul lui 2002, Saaresto a fost abordat de Sam Lake, scriitorul seriei de jocuri video Max Payne, pentru a scrie single-ul principal pentru cea de-a doua parte din seria Max Payne 2: The Fall of Max Payne . Saaresto a fost de acord. Lake i-a dat lui Saaresto un poem pe care el îl scrisese și i-a cerut să scoată o melodie pe baza lui. Saaresto l-a modificat, iar împreuna cu fostul coleg de la Playground, Tukiainen, au scris cel mai cunoscut single Late Goodbye . Pentru ai asista la producție, Lake le-a oferit serviciile muzicianului industrial Markus 'Captain' Kaarlonen . Împreună au înregistrat melodia și, după eliberarea jocului, piesa a câștigat statutul de cult. Mii de solicitări au fost făcute de jucători din întreaga lume pentru a deține o copie fizică a melodiei. Apoi au decis să creeze oficial formația și au numit "Poets of the Fall".
Cu succesul imens al piesei sale, Saaresto a decis să-și creeze propria casă de discuri, Insomniac, și să o distribuie sub această casă de discuri în asociere cu o alta mai mare. "Late Goodbye" a fost lansat la 30 iunie 2004 și a urcat pe locul 14 în topurile finlandeze. Poets of the Fall a scris și înregistrat "Lift" și l-a lansat ca single la 9 septembrie 2004. Lift a crescut și mai mult, atingând un maxim de # 8 în topuri. Cu câteva melodii care au fost scrise, Poets of the Fall au decis să lanseze primul lor album de studio, Signs of Life . A fost lansat pe 19 ianuarie 2005 în Finlanda și a ajuns numărul 1 într-o săptămână de la lansare. Acesta a rămas în topuri peste 50 de săptămâni. Signs of Life a fost un mare succes comercial, câștigând premiul Emma pentru cel mai bun album de debut  clasându-se pe locul 7 în concursul Albumul Anului la RadioCity.  Signs of Life a fost certificat de platină de către IFPI, iar Poets of the Fall câștigat premiul "Cea mai bună trupă nouă" la Emma Gaala. Melodiile "Stay" și "Illusion and Dream" au fost folosite ca single-uri radio-promo. Două videoclipuri muzicale au acompaniat albumul, unul pentru Late Goodbye și unul pentru Lift, regizat de Stobe Harju . Saaresto a imaginat și a proiectat atât filme, cât și vedete în ele.